# 난우중학교
난우중학교(蘭友中學校)는 대한민국 서울특별시 관악구 신림동에 있는 공립 중학교이다.

## 학교 연혁
- 1984년 1월 9일 : 난우중학교 설립인가 (공립)
- 1984년 3월 1일 : 초대 이석홍 교장 취임
- 1984년 3월 5일 : 제1회 신입생 입학
- 1984년 4월 23일 : 개교식
- 2008년 10월 31일 : 누리관 개관
- 2019년 9월 1일 : 제16대 김기선 교장 취임
- 2023년 1월 5일 : 제37회 졸업식(188명) 졸업생 누계 15,235명
- 2023년 3월 2일 : 제40회 입학식(178명)

## 참고 자료
- 난우중학교 - 한국교육학술정보원 학교알리미